# 马尔庞
马尔庞（法語：Marpent，法語發音：[maʁpɑ̃]）是法国上法兰西大区北部省的一个市镇，位于该省东部，属于埃尔普河畔阿韦讷区。

## 地理
马尔庞（50°17'29"N, 4°4'47"E）面积4.83 平方千米，位于法国上法蘭西大區北部省，该省份为法国最北部的省份及最长的省份，西北濒北海，西接加来海峡省，南至埃纳省和索姆省，东与比利时接壤。
与马尔庞接壤的市镇（或旧市镇、城区）包括：维约朗、布苏瓦、科勒雷、热蒙、雷基尼、埃尔克利讷。

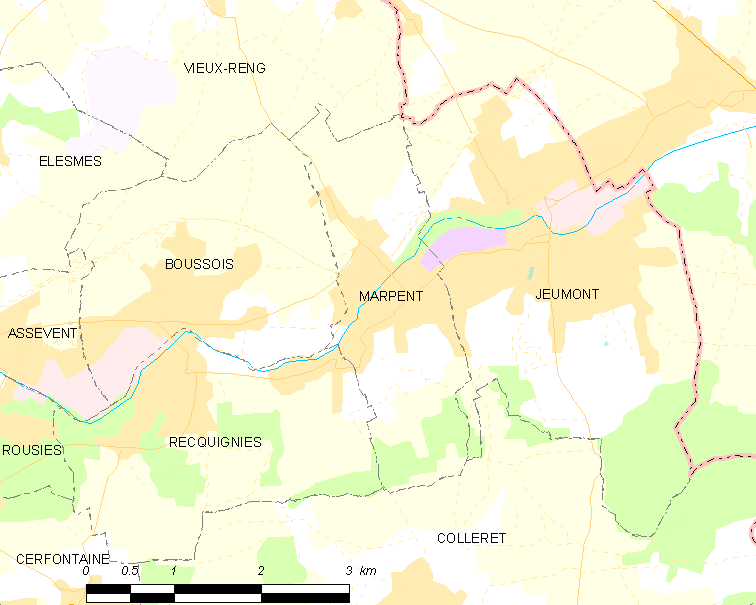
马尔庞的OSM定位图

马尔庞的时区为UTC+01:00、UTC+02:00（夏令时）。

## 行政
马尔庞的邮政编码为59164，INSEE市镇编码为59385。

## 政治
马尔庞所属的省级选区为莫伯日县。

## 人口

1962-2008年间马尔庞人口变化图示

马尔庞于2022年1月1日时的人口数量为2649人。